# 浜田倫三
浜田 倫三（はまだ りんぞう、1914年（大正3年） - 2005年（平成17年））は、日本の政治家。元高浜町長。関西電力（関電）子会社の環境総合テクノス顧問。森山栄治助役と共に高浜原子力発電所誘致に尽力した。

## 来歴
1914年、福井県大飯郡高浜町三明生まれ。呉服商や町議を経て1962年から5期20年、高浜町長を務めた。1974年から1975年、運転を始めた高浜原発1、2号機の誘致に尽力。1982年、町長を退任。1983年から亡くなる2005年まで関西電力の子会社・関西総合環境センター（現環境総合テクノス）の顧問を務めた。
町長在任中の1976年-1977年、町民や町議会に報告のないまま、関電からの協力金9億円を浜田個人名の普通預金口座に受け入れ、うち3億3000万円が町内の5つの漁業協同組合に配分された。この件について、2度にわたる住民監査請求と、浜田に対する損害賠償請求訴訟とが相次いでなされたが、いずれも認められなかった。